# برلیانس وی۷
برلیانس وی۷ (به انگلیسی: Brilliance V7) یک خودروی کراس اوور سایز متوسط تولید شده توسط برلیانس اتو است. این خودرو در سال ۲۰۱۷ به عنوان جانشین برلیانس وی۶ رونمایی شد و تولیدش از سال ۲۰۱۸ آغاز شد.